# El pistoler esquerrà
El pistoler esquerrà (títol original: The Left Handed Gun) és una pel·lícula western estatunidenca de 1958 (que és el debut com a director cinematogràfic d'Arthur Penn), protagonitzada per Paul Newman com Billy el Nen i John Dehner com Pat Garrett. Està doblada al català.
El guió va ser escrit per Leslie Stevens a partir d'una obra de televisió de Gore Vidal, que va escriure per a l'episodi de 1955 de la sèrie de televisió The Philco-Goodyear Television Playhouse "The Death of Billy the Kid", en què Newman també interpretava el personatge principal. Vidal va tornar a revisar el material per la pel·lícula de televisió de 1989 titulada Billy the Kid. El títol fa referència a la creença que Billy el Nen era esquerrà, i dispara a la pel·lícula amb l'esquerra, tot i que aquesta era una conclusió falsa extreta d'una fotografia feta al revés. La pel·lícula intenta retratar a Billy el Nen com un jove incomprès que es va involucrar en una guerra de bestiar i va ser arrossegat per la població hostil de Nou Mèxic.

## Argument
El vagabund William Bonney, conegut com "Billy the Kid", es fa amic d'un propietari d'un ramat anomenat John Tunstall, conegut com "L'Anglès". Tunstall és assassinat per ramaders rivals corruptes liderats pel xèrif local. En Bonney planeja venjar el crim perseguint els responsables i matant-los en duels. Les seves accions violentes posen en perill els seus amics supervivents i l'amnistia territorial proclamada pel governador del Territori de Nou Mèxic Lew Wallace. L'antic amic d'en Billy, Pat Garrett, es converteix en xerif i es proposa caçar-lo.
La adorable companya d'en Billy, la Moultrie, ensucra les accions d'aquest alimentant una sèrie de novel·les que transformen en Billy en una llegenda. Aquest, disgustat amb la seva ficció, rebutja la Moultrie. Amargada, la Moultrie traeix en Bonney i informa en Garrett. En un enfrontament final, en Garrett embosca i mata l'esgotat Bonney, que s'enfronta a la seva nèmesi desarmat amb l'esperança d'acabar amb la seva pròpia vida.

## Repartiment
- Paul Newman com Billy el Nen
- Lita Milan com Celsa
- John Dehner com Pat Garrett
- Hurd Hatfield com Moultrie
- James Best com Tom Folliard
- Colin Keith-Johnston com John Tunstall
- John Dierkes com Alexander McSween
- Wally Brown com Deputydiputatm Joe Grant
- Martí Garralaga com Saval
- Denver Pyle com Ollinger

## Recepció
La pel·lícula va ser un fracàs als Estats Units, però va ser elogiada pels crítics de cinema francesos per la seva audaç experimentació amb l'estereotipat gènere western americà. L'any 1961 va guanyar el prestigiós Gran Premi de l'Associació de Crítics de Cinema de Bèlgica.